# Wangren, Anhui
Wangren (kinesiska: 王人) är en köping i östra Kina. Den ligger i Lixin härad i staden Bozhou i provinsen Anhui, omkring 190 kilometer nordväst om provinshuvudstaden Hefei. Antalet invånare är 38125. Befolkningen består av 18 945 kvinnor och 19 180 män. Barn under 15 år utgör 26,0 %, vuxna 15-64 år 59 %, och äldre över 65 år 13,0 %.